# Santa Margherita Ligure-Portofino
Santa Margherita Ligure-Portofino (wł: Stazione di Santa Margherita Ligure-Portofino) – stacja kolejowa w Santa Margherita Ligure, w regionie Liguria, we Włoszech. Znajdują się tu 2 perony.